# Radibor
Radibor, trong tiếng Sorbia Radwor, là một đô thị trong bang Sachsen nước Đức. Đô thị Radibor có diện tích 61,93 km², dân số thời điểm ngày 31 tháng 12 năm 2006 là 3544 người. Đô thị này có cự ly khoảng 10 km về phía bắc Bautzen.
Các làng thuộc đô thị này gồm:
- Bornitz (Boranecy), 125 người
- Brohna (Bronjo), 73 người
- Camina (Kamjenej), 119 người
- Cölln (Chelno), 356 người
- Droben (Droby), 89 người
- Großbrösern (Wulki Přezdrěń), 46 người
- Lippitsch (Lipič), 193 người
- Lomske (Łomsk), 205 người
- Luppa (Łupoj), 205 người
- Luppedubrau (Łupjanska Dubrawka), 79 người
- Luttowitz (Lutobč), 162 người
- Merka (Měrkow), 139 người
- Milkel (Minakał), 420 người
- Milkwitz (Miłkecy), 113 người
- Neu-Bornitz (Nowe Boranecy), 61 người
- Neu-Brohna (Nowe Bronjo), 20 người
- Quoos (Chasow), 156 người
- Radibor (Radwor), 704 người
- Schwarzadler (Čorny Hodler), 37 người
- Teicha (Hat), 75 người
- Wessel (Wjesel), 99 người